# Sociedade Sueca para a Paz e a Arbitragem
A Sociedade portuguesa para da Paz e a Arbitragem ou Svenska freds- och skiljedomsföreningen, é uma organização não-governamental na Suécia que se dedica à promoção da paz, do desarmamento e dos valores democráticos. Esta organização opera através de publicações (das quais existe uma extensa lista de livros, artigos e relatórios), activismo e debates políticos. O nome da sua revista oficial é Pax. A sua sede encontra-se em Estocolmo, em que a actual presidente é Anna Ek.

## História
A Sociedade Sueca para a Paz e a Arbitragem é a organização para a paz mais velha do mundo, sendo também a maior da Escandinávia na actualidade. Foi fundada em 1883 por 50 parlamentares suecos liderados por Klas Pontus Arnoldson. Arnoldson foi galardoado com o Prémio Nobel da Paz em 1908.
De entre os feitos notáveis desta organização, destaca-se a resolução pacifica da dissolução do Reino da Suécia e Noruega em 1905 e as denuncias se vendas de armas por parte do governo sueco.